# (26127) Otakasakajyo
(26127) Otakasakajyo est un astéroïde de la ceinture principale.

## Description
(26127) Otakasakajyo est un astéroïde de la ceinture principale. Il fut découvert le 19 janvier 1993 à Geisei par Tsutomu Seki. Il présente une orbite caractérisée par un demi-grand axe de 2,29 UA, une excentricité de 0,08 et une inclinaison de 7,8° par rapport à l'écliptique.

## Compléments